# Llista de monarques anglesos

Escut d'Anglaterra, 1558–1603

La monarquia del Regne d'Anglaterra comença amb Alfred el Gran (Alfred the Great) i acaba amb la reina Anne (Anna, Reina de Gran Bretanya), que va esdevenir Regne de Gran Bretanya quan el Regne d'Anglaterra es va fusionar amb el Regne d'Escòcia per a formar una unió l'any 1707. En els anys posteriors es consideren com Reis britànics.
Per exemple, Offa, rei de Mercia, i Egbert, rei de Wessex, de vegades es descriuen com reis d'Anglaterra popularment, però no ho fan tots els historiadors. Alfred el Gran va utilitzar el títol de rei dels Angles i dels Saxons (King of the Angles and Saxons) i és qui inicial la llista de sota. El seu fill Eduard el Vell (Edward the Elder) conquerí el Danelaw oriental, però va ser el seu fill Æthelstan el primer rei a governar tota Anglaterra quan va conquerir Northumbria l'any 927, i alguns historiadors moderns el consideren com el primer rei d'Anglaterra.
El Principat de Gal·les (Principality of Wales) va ser incorporat al Regne d'Anglaterra dota l'Estatut de Rhudlan (Statute of Rhuddlan) l'any 1284, i l'any 1301 el rei Eduard I d'Anglaterra investí el seu fill primogènit, el futur rei Eduard II d'Anglaterra, com Príncep de Gal·les (Prince of Wales).

## Títol reial
El títol estàndard per a tots els monarques des de Æthelstan fins al temps de King John va ser en llatí: Rex Anglorum ("Rei dels anglesos"). A més, molts dels reis pre-normands tenien altres títols, com per exemple:
- Æthelstan: Rex totius Britanniae ("Rei de tota la Bretanya")
- Edmund el Magnificent: Rex Britanniæ ("Rei de Bretanya") i Rex Anglorum cæterarumque gentium gobernator et rector ("Rei dels anglesos i d'altres pobles governador i director")
- Eadred: Regis qui regimina regnorum Angulsaxna, Norþhymbra, Paganorum, Brettonumque
- Eadwig el Bell: Rex nutu Dei Angulsæxna et Northanhumbrorum imperator paganorum gubernator Breotonumque propugnator
- Edgar el Pacificador: Totius Albionis finitimorumque regum basileus
- Canut: Rex Anglorum totiusque Brittannice orbis gubernator et rector i Brytannie totius Anglorum monarchus

En la conquesta normanda d'Anglaterra Rex Anglorum va romandre com a estàndard, amb un ús ocasional de Rex Anglie ("Rei d'Anglaterra"). L'Emperadriu Matilda era Domina Anglorum ("Dama dels anglesos").
En temps del rei Joan i més enllà tots els altres títols van ser substituïts pel de Rex o Regina Anglie.
El 1604 James VI i I, adoptaren el títol de King of Great Britain. Tanmateix els parlaments anglès i escocès no van reconèixer aquest títol fins a la llei d'Unió (Acts of Union) de 1707 sota la reina Anne (Queen of Great Britain).